# Sant Bernat (Santo Domingo el Antiguo)
El quadre de Sant Bernat de Claravall d'El Greco formava part del retaule major de Monestir de Santo Domingo el Antiguo, a Toledo, i era la parella del Sant Benet. Aquestes dues obres van ser venudes i substituïdes per còpies. El Sant Bernat consta amb el número 4 en el catàleg raonat d´obres d'El Greco, realitzat pel seu especialista Harold Wethey.

## Temàtica de l'obra
La representació de Sant Bernat de Claravall al Retaule major té molta coherència, perquè les Monges del Monestir de Santo Domingo eren Bernardines, o sigui, membres de reforma Cistercenca realitzada per aquest Sant a la primitiva Ordre de Sant Benet.

## Anàlisi de l'obra
Oli sobre llenç; 116 x 79,5 cm.; 1577-79; Museu de l'Ermitage; Sant Petersburg.
Sant Bernat, amb bàcul pastoral a la mà dreta i missal a l'esquerra, és una imatge realista. El cap harmonitza amb l'auster hàbit religiós blanc i amb el fons obscur, que no és tanmateix uniforme. La delicadeza d'El Greco es manifesta especialment en les admidables mans del personatge. Manuel B. Cossío el representa com una persona fina, aguda i plena de vida.

## Situació dins el conjunt
- L'original estava situat al segon pis del carrer esquerre.

## Procedència
- Santo Domingo el Antiguo, Toledo
- Museo de Fomento, Madrid (1864)
- Sebastià de Borbó i de Bragança, Pau
- Pedro de Alcántara de Borbón, primer duc de Dúrcal; (venda l'any 1890, 4.000 francs)
- Henry Haro, París
- Chéramy, París (venda a París els dies 5-7 de maig de 1908; número 76, 28.000 francs)
- S.Oppenheimer (1908)[1]